# Terra sagrada
"Terra sagrada" (títol original en anglès "Sacred Ground") és el setè episodi de la tercera temporada i el 49è del total de la sèrie de televisió de ciència-ficció estatunidenca Star Trek: Voyager. El guió va ser escrit per Lisa Klink, i dirigit per l’actor Robert Duncan McNeill, que també interpreta el personatge Tom Paris. Es va emetre a UPN el 30 d'octubre de 1996.
Ambientada al segle XXIV, la sèrie segueix les aventures de la tripulació de la Flota Estel·lar i els Maquis de la nau estel·lar USS Voyager després de quedar encallats al Quadrant Delta a desenes de milers d’anys llum de distància de la resta de la Federació. En aquest episodi un membre de la tripulació de la nau estel·lar Voyager resulta ferit per un camp d'energia en un temple alienígena.

## Argument
La tripulació agafa permís a terra en un planeta amigable habitat per gent anomenada Nechani. Un grup s'interessa pels llocs religiosos dels Nechani i en fa un recorregut. Kes entra en coma quan, per curiositat, toca un camp biogènic natural. El Doctor no pot ajudar, en part perquè els monjos no permeten que es facin lectures al voltant del camp. Neelix investiga i torna amb una història d'un Rei i el seu fill. El fill semblava estar ferit com Kes i el Rei va passar per una iniciació per despertar-lo.
Janeway demana als monjos que li permetin realitzar el mateix ritual. El Doctor col·loca una sonda al seu torrent sanguini, decidit a descobrir la ciència darrere dels rituals. Janeway espera que el curs consisteixi en proves de resistència física, disciplina mental i potser drogues psicoactives que canviarien la química del seu cos, permetent-li passar a través del camp.
Janeway passa per la primera sèrie de proves; el seu guia l'adverteix que no tenen sentit, la qüestió és que Janeway es posi en contacte amb els esperits. Acaba mossegada per una criatura que se suposa que li permet contactar amb el món dels esperits. La seva guia diu que els esperits troben insignificants les preguntes de Janeway sobre la difícil situació de Kes perquè ella ja sap com curar Kes.
El Doctor pensa que el verí de la criatura podria ser la cura que necessita Kes. No ho és. Janeway convenç la seva tripulació de comandament perquè la deixin anar al lloc del ritual de nou, convençuda que si porta la Kes a través del camp, funcionarà. El seu guia ho permet, cosa que indica que el desig de la Janeway de passar-hi és tot el que cal. La Kes es cura de la seva malaltia. El Doctor proposa una explicació científica de com es va curar la Kes. La Janeway sembla expressar dubtes que fos ciència.

## Actors convidats
- Becky Ann Baker - Gua
- Estelle Harris - Anciana
- Parley Baer - Ancià #1
- Keene Curtis - Ancià #2
- Harry Groener - Magistrat

## Producció

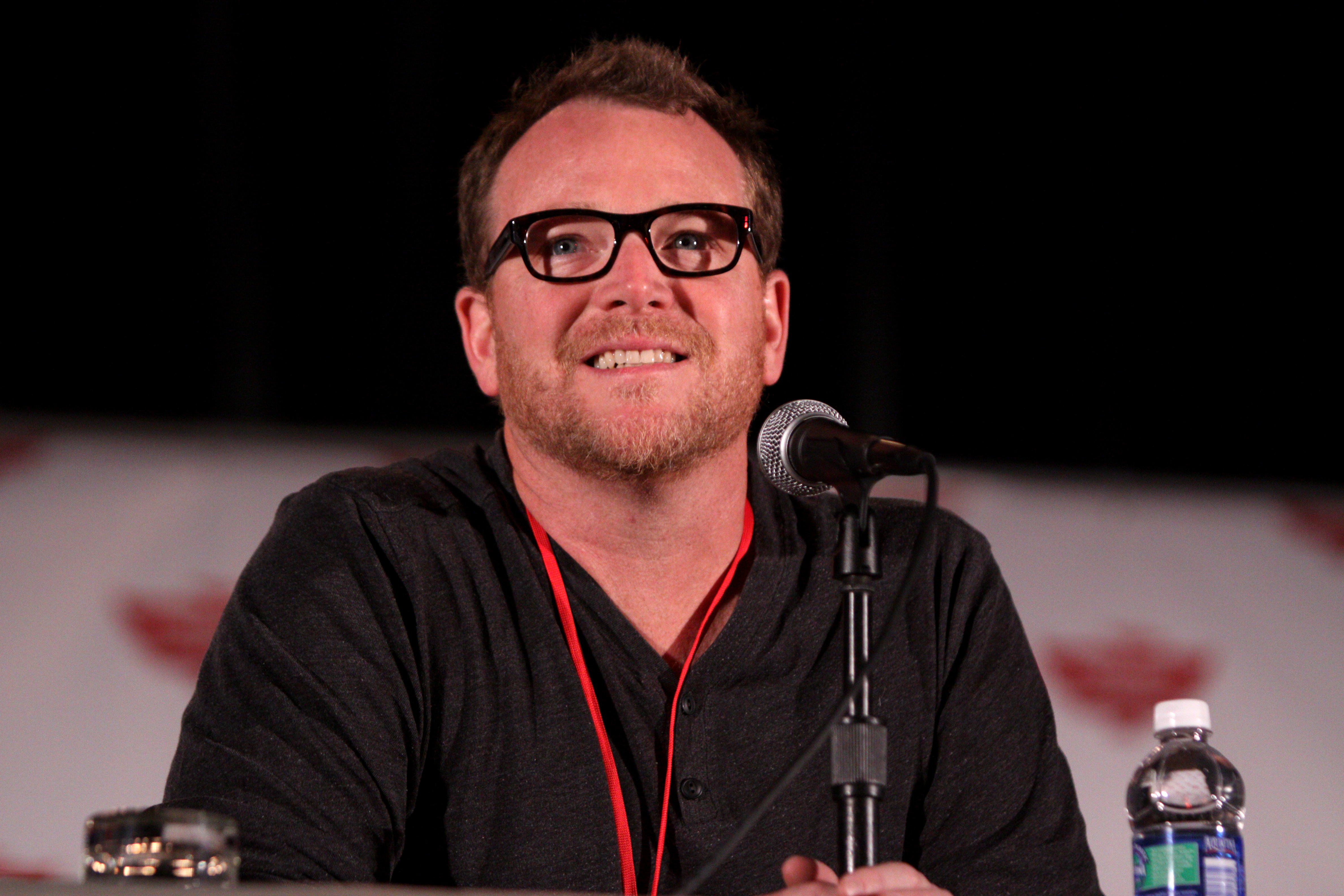
L’actor de Star Trek: Voyager Robert Duncan McNeill va dirigir el seu primer episodi.

L'episodi va ser un dels quatre episodis que es van rodar durant la segona temporada de producció, però es va ajornar i es va emetre a la tercera temporada. Els altres episodis són "Mínims, Part II", "Salt enrere" i "Falsos guanys". El concepte argumental de l'episodi va ser una proposta de l'escriptor independent Geo Cameron sobre obligar Janeway a afrontar coses més enllà del mètode científic. La trama televisiva va ser escrita per Lisa Klink, qui va dir que era "un dels guions més difícils que he escrit mai" perquè l'episodi era molt parlador i filosòfic, i cal parar atenció per estar al dia del que passa. Estava molt satisfeta amb com va quedar el guió i va pensar que el director "va fer una molt bona feina també".
L'actor Robert Duncan McNeill, que va interpretar Tom Paris, va rebre el seu primera oportunitat de dirigir aquest episodi. McNeill va dir: "Estava emocionat. Estava preparat. Estava aterrit". Duncan va dirigir tres episodis més de Voyager i quatre episodis de Enterprise; després de la sèrie va passar a dirigir com a carrera.

## Recepció
Aquesta sèrie tenia una qualificació Nielsen de 4,6 quan es va emetre el 1996.
El 2020, ScreenRant va classificar aquest episodi com un dels deu pitjors episodis de Star Trek: Voyager.
Tor.com va qualificar l'episodi amb 1 sobre 10.

## Llançaments
"Terra sagrada" es va publicar en LaserDisc al Japó el 25 de juny de 1999, com a part del conjunt 3rd season vol.1.
Aquest episodi es va publicar en DVD el 6 de juliol de 2004 com a part de Star Trek Voyager: Complete Third Season, amb àudio Dolby 5.1 surround. El DVD de la temporada 3 es va publicar al Regne Unit el 6 de setembre de 2004.
El 2017, la sèrie de televisió completa "Star Trek: Voyager" es va publicar en una caixa recopilatòria de DVD, que la va incloure com a part dels discs de la temporada 3.